# Mircea Chiriac
Mircea Chiriac (født 19. maj 1919 i Bukarest, Rumænien - død 1. december 1994) var en rumænsk komponist, lærer og dirigent.
Chiriac studerede komposition på Bukarest Musikkonservatorium hos Mihail Jora. Han har skrevet en kammersymfoni, en sinfonietta, orkesterværker, en ballet, en opera, kammermusik, korværker, vokalmusik, instrumentalværker etc.
Chiriac underviste i komposition på Budapest Musikkonservatorium.

## Udvalgte værker
- Kammersymfoni (1969) - for orkester
- Sinfonietta (1965) - for orkester